# Casteddu de Fanaris
 (septembre 2022).
Si vous disposez d'ouvrages ou d'articles de référence ou si vous connaissez des sites web de qualité traitant du thème abordé ici, merci de compléter l'article en donnant les références utiles à sa vérifiabilité et en les liant à la section « Notes et références ».
Le casteddu de Fanaris (château de Fanaris) est un important site archéologique nuragique situé dans la municipalité de Decimoputzu, près de la limite avec la ville de Vallermosa, dans la province de Sardaigne du Sud, en Italie.

## Description
Le site, datant de la fin de l'Âge du bronze (1300 - 1000 av. J.-C.), est un nuraghe de type complexe, composé d'une tour centrale, à laquelle ont ensuite été ajoutées huit autres tours afin de former un rempart. Le bastion est entouré par un rempart renforcé de cinq tours équipées d'embrasures. Pour sa construction ont été utilisés principalement des blocs de granit, matériau disponible sur place.
La forteresse est située à 147 mètres au-dessus du niveau de la mer et occupe une position stratégique pour contrôler la route d'accès qui du Iglesiente conduit à la plaine du Campidano.